# Būānlū
Būānlū (persiska: بوانلو) är en ort i Iran.   Den ligger i provinsen Nordkhorasan, i den nordöstra delen av landet, 600 km öster om huvudstaden Teheran. Būānlū ligger 1 680 meter över havet och antalet invånare är 818.
Terrängen runt Būānlū är huvudsakligen kuperad, men norrut är den bergig. Būānlū ligger nere i en dal. Runt Būānlū är det ganska glesbefolkat, med 38 invånare per kvadratkilometer. Būānlū är det största samhället i trakten. Trakten runt Būānlū består i huvudsak av gräsmarker.